# Giovanni Sostero
Giovanni Sostero (Udine, 18 marzo 1964 – Udine, 6 dicembre 2012) è stato un astronomo amatoriale italiano.
Si è interessato di astronomia sin dall'età di 10 anni ed è stato socio dell'Associazione Friulana di Astronomia e Meteorologia di Remanzacco, di cui ha ricoperto a lungo la carica di presidente. È anche stato socio onorario dell'osservatorio di Visignano in  Istria.
Da sempre attivo nel campo della divulgazione dell'astronomia, Sostero si è distinto anche per i suoi numerosi contributi scientifici, alcuni dei quali pubblicati su importanti riviste di astronomia professionale.
I suoi interessi di ricerca hanno riguardato principalmente i corpi minori del sistema solare (asteroidi e, soprattutto, comete) e le stelle variabili (sigla AAVSO, SUG ).
È stato scopritore di diverse supernovae: 2009jp, 2008ae, 2008F, 2007cl, 2006br, 2006bm, 2006H, 2006B, 2005ly, 2005kz, 2005kc. Inoltre, nel 2000 ha coscoperto una nova in M31 e nel 2006 una stella variabile in UGC 3664 .
È scomparso nel 2012 all'età di 48 anni a seguito di un attacco cardiaco.

## Riconoscimenti
Nel 2001-2002 da solo e nel 2008-2009 assieme a Ernesto Guido ha ricevuto il Cover Award .
Nel 2002 gli è stato dedicato l'asteroide 9878 Sostero .
Nel 2006 il Meteorite d'oro - Comune di Secinaro per la sezione comete e nel 2008 il Premio G. Ruggieri della UAI.
Nel 2013 è stato istituito un premio, il Giovanni Sostero award che porta il suo nome 

.
Nel 2018 gli è stato intitolato un altro premio, il Premio Giovanni Sostero .